# معركة أعزاز
معركة أعزاز وهي معركة وقعت في 11 يونيو 1125 بين القوات الصليبية وبين قوات السلاجقة بقيادة آق سنقر البرسقي وانتهت بهزيمة قوات آق سنقر في حصار مدينة أعزاز. تشير بعض المصادر أن المعركة وقعت في 13 يونيو.

## الخلفية
احتل جوسلين الأول دوق الرها مدينة أعزاز من يد أتابك حلب في سنة 1118. وفي العام الثاني هزمت القوات الصليبية بقيادة روجر أمير أنطاكية والذي قتل أيضاً في معركة ساحة الدم. كما تم أسر الملك بالدوين الثاني سنة 1123 قرب الرها.

## بداية الحملة
بعد أن أطلق سراح بالدوين الثاني سنة 1124، سرعان ما قد حملة لحصار حلب في 8 أكتوبر 1124. وقد لفت هذا نظر آق سنقر أتابك الموصل. والذي سرعان ماقد جيشه لانقاذ حلب والتي أنهكت من حصار دام ثلاث أشهر وكادت أن تسقط. وعندما علم بالدوين بذلك انسحب بدون قتال.

## المعركة
قرر آق سنقر والذي تلقى مساعدات من طغتكين أمير دمشق محاصرة مدينة أعزاز والتي كانت تابعة لكونتية الرها وتواجد في في المدينة جوسلين الأول و بونس، كونت طرابلس وبالدوين الثالث. تظاهر بالدوين بالانسحاب فاندفعت قوات السلاجقة إلى الأمام لتحاصرها قوات بالدوين وبعد معركة دامية هزمت قوات السلاجقة. وسيطر على معسكرهم وحرر العديد من الصليبين الذين كانوا مأسورين.

## النتائج
استعاد الصليبيون بعض من نفوذهم بعد هزيمتهم على يد أق سنقر سنة 1119. وقد خطط بلدوين لاحتلال حلب لكن حدث خلاف بين بوهيموند الثاني وبين كونتية الرها. ومن ثم تم خضوع حلب تحت إمرة عماد الدين زنكي القوي أدى إلى تراجع نفوذ الصليبيين في شمال سوريا.